# Radio Flyer
Radio Flyer (La fuerza de la ilusión en España, Vuelo a la libertad en Argentina, La Gran Idea en Ecuador y El gran vuelo en México) es una película estadounidense de 1992 dirigida por Richard Donner. La banda sonora corre a cargo de Hans Zimmer.

## Argumento
Mike (Tom Hanks) observa una discusión entre sus dos hijos, en la que uno de ellos dice que la promesa que hizo no significa nada. Para hacerles entender que una promesa significa algo, Mike les cuenta la historia de su juventud. 
Cuando Mike era un niño (Elijah Wood), se mudó junto a su hermano menor Bobby (Joseph Mazzello), su madre Mary (Lorraine Bracco) y su pastor alemán Shane a una nueva ciudad tras ser abandonados por su padre, pero murió la temprana edad desconocido. 
Allí, Mary se casa con otro hombre llamado Jack (Adam Baldwin), al que le gusta que los demás le llamen "El Rey". Mary no lo sabe, pero el Rey es un alcohólico que a menudo se emborracha y golpea a Bobby. Los dos niños, al ver que su madre ha encontrado por fin la felicidad con su nuevo marido, son reacios a decir ni a ella ni a la policía sobre el abuso. En lugar de eso, tratan de evitar al El Rey explorando y viviendo aventuras por los alrededores. En el proceso, los dos idean un plan para que Bobby pueda escapar de Jack una vez por todas. Inspirados por la leyenda urbana de un niño llamado Fisher que había intentado volar en su bicicleta, los dos convierten su carretilla "Radio Flyer" de juguete en un avión, utilizando piezas y materiales de la basura. Una vez terminado, Bobby se va volando a un lugar en donde El Rey no podrá lastimarlo. Aunque Mike no lo vuelve a ver nunca, sigue recibiendo postales de él desde lugares de todo el mundo. La discusión entre los hijos de Mike se acaba, perdona a su esposa que regresa y hacen las paces.

## Reparto
- Tom Hanks - Mike adulto
- Elijah Wood - Mike
- Joseph Mazzello - Bobby
- Lorraine Bracco - Mary
- John Heard - Oficial Daugherty
- Adam Baldwin - El Rey
- Ben Johnson - Geronimo Bill
- Noah Verduzco - Victor Hernandez
- Thomas Ian Nicholas - Ferdie
- Garette Ratliff Henson - Chad

- Datos: Q12128282